# Shorttrack-Europameisterschaften 2016
Die Shorttrack-Europameisterschaften 2016 waren die 20. Auflage der Shorttrack-Europameisterschaften und fanden zwischen den 22. und 24. Januar 2016 im Eisberg-Eislaufpalast in der russischen Stadt Sotschi statt. Ausrichter war die Internationale Eislaufunion (ISU).
Insgesamt wurden vier Europameistertitel vergeben, jeweils einer im Mehrkampf und in der Staffel an Männer und Frauen. Um den Mehrkampfeuropameister zu ermitteln, bestritten die Athleten Wettkämpfe über die drei Distanzen 500 m, 1000 m und 1500 m. Die acht in der Mehrkampfwertung bestplatzierten Athleten nach diesen drei Strecken traten dann im 3000-m-Superfinale an.
Bei den Frauen dominierte Elise Christie die Wettbewerbe. Sie gewann den zweiten Mehrkampftitel in Folge und siegte über 500, 1000 und 1500 Meter. Silber gewann Charlotte Gilmartin, Bronze Suzanne Schulting. Bei den Männern gewann Semjon Jelistratow den Mehrkampftitel vor Shaolin Sándor Liu und Vincent Jeanne. Das Staffelfinale bei den Frauen gewann die Niederlande vor Russland und Italien, bei den Männern siegte ebenfalls die Niederlande vor Ungarn und Großbritannien.

## Teilnehmende Nationen
Insgesamt nahmen 129 Athleten aus 25 Ländern an den Europameisterschaften teil, darunter 71 Männer und 58 Frauen.
| Teilnehmende Nationen (Frauen/Männer)                                                       | Teilnehmende Nationen (Frauen/Männer)                                             | Teilnehmende Nationen (Frauen/Männer)                                        | Teilnehmende Nationen (Frauen/Männer)                                     | Teilnehmende Nationen (Frauen/Männer)                                  |
| ------------------------------------------------------------------------------------------- | --------------------------------------------------------------------------------- | ---------------------------------------------------------------------------- | ------------------------------------------------------------------------- | ---------------------------------------------------------------------- |
| Belarus (4/5) Belgien (1/5) Bosnien und Herzegowina (0/2) Bulgarien (5/2) Deutschland (4/2) | Frankreich (5/5) Großbritannien (2/5) Italien (5/5) Kroatien (1/1) Lettland (0/1) | Niederlande (5/5) Norwegen (0/1) Österreich (0/1) Polen (5/5) Russland (5/5) | Schweden (1/2) Schweiz (0/1) Serbien (0/1) Slowakei (1/1) Slowenien (0/1) | Spanien (0/1) Tschechien (5/0) Türkei (0/4) Ukraine (4/5) Ungarn (5/5) |

## Ergebnisse

### Frauen
| Wettbewerb             | Gold                                                                                            | Gold         | Silber | Silber       | Bronze                                                                                  | Bronze       |
| Wettbewerb             | Athletin                                                                                        | Leistung     | Athletin | Leistung     | Athletin                                                                                | Leistung     |
| ---------------------- | ----------------------------------------------------------------------------------------------- | ------------ | --- | ------------ | --------------------------------------------------------------------------------------- | ------------ |
| 500 Meter              | Elise Christie                                                                                  | 0:43,923 min | Lara van Ruijven                                                                                               | 0:45,106 min | Véronique Pierron                                                                       | 0:45,492 min |
| 1000 Meter             | Elise Christie                                                                                  | 1:33,285 min | Suzanne Schulting                                                                                              | 1:33,347 min | Anna Seidel                                                                             | 1:33,440 min |
| 1500 Meter             | Elise Christie                                                                                  | 2:39,510 min | Jorien ter Mors                                                                                                | 2:39,591 min | Suzanne Schulting                                                                       | 2:39,662 min |
| 3000 Meter Superfinale | Charlotte Gilmartin                                                                             | 5:40,163 min | Jekaterina Konstantinowa                                                                                       | 5:40,564 min | Lara van Ruijven                                                                        | 5:40,626 min |
| 3000 Meter Staffel     | Niederlande Suzanne Schulting Jorien ter Mors Yara van Kerkhof Lara van Ruijven Rianne de Vries | 4:12,556 min | Russland Jekaterina Konstantinowa Emina Malagitsch Jekaterina Strelkowa Jewgenija Sacharowa Tatjana Borodulina | 4:14,949 min | Italien Cecilia Maffei Lucia Peretti Arianna Valcepina Elena Viviani Federica Tombolato | 4:15,219 min |
| Gesamtwertung          | Elise Christie                                                                                  | 112 Punkte   | Charlotte Gilmartin                                                                                            | 47 Punkte    | Suzanne Schulting                                                                       | 42 Punkte    |

### Männer
| Wettbewerb             | Gold                                                                                     | Gold         | Silber                                                                     | Silber       | Bronze                                                                       | Bronze       |
| Wettbewerb             | Athlet                                                                                   | Leistung     | Athlet                                                                     | Leistung     | Athlet                                                                       | Leistung     |
| ---------------------- | ---------------------------------------------------------------------------------------- | ------------ | -------------------------------------------------------------------------- | ------------ | ---------------------------------------------------------------------------- | ------------ |
| 500 Meter              | Sjinkie Knegt                                                                            | 0:41,920 min | Semjon Jelistratow                                                         | 0:42,005 min | Dmitri Migunow                                                               | 0:42,645 min |
| 1000 Meter             | Semjon Jelistratow                                                                       | 1:33,000 min | Shaolin Sándor Liu                                                         | 1:33,060 min | Dmitri Migunow                                                               | 1:33,067 min |
| 1500 Meter             | Semjon Jelistratow                                                                       | 2:24,034 min | Shaolin Sándor Liu                                                         | 2:24,463 min | Freek van der Wart                                                           | 2:24,601 min |
| 3000 Meter Superfinale | Vincent Jeanne                                                                           | 4:58,018 min | Sébastien Lepape                                                           | 4:58,519 min | Bartosz Konopko                                                              | 5:03,078 min |
| 5000 Meter Staffel     | Niederlande Daan Breeuwsma Sjinkie Knegt Freek van der Wart Dennis Visser Adwin Snellink | 7:12,495 min | Ungarn Csaba Burján Viktor Knoch Shaoang Liu Shaolin Sándor Liu Bence Oláh | 7:12,634 min | Großbritannien Josh Cheetham Richard Shoebridge Paul Stanley Jack Whelbourne | 7:17,390 min |
| Gesamtwertung          | Semjon Jelistratow                                                                       | 91 Punkte    | Shaolin Sándor Liu                                                         | 50 Punkte    | Vincent Jeanne                                                               | 44 Punkte    |

## Medaillenspiegel
| Platz  | Land           | Gold | Silber | Bronze | Gesamt |
| ------ | -------------- | ---- | ------ | ------ | ------ |
| 1      | Niederlande    | 2    | –      | 1      | 3      |
| 2      | Großbritannien | 1    | 1      | 1      | 3      |
| 3      | Russland       | 1    | 1      | –      | 2      |
| 4      | Ungarn         | –    | 2      | –      | 2      |
| 5      | Frankreich     | –    | –      | 1      | 1      |
| 5      | Italien        | –    | –      | 1      | 1      |
| Gesamt | Gesamt         | 4    | 4      | 4      | 12     |